# Ninja Gaiden (album)
Ninja Gaiden è il primo album in studio del rapper italiano Lele Blade, pubblicato il 26 ottobre 2018.

## Tracce
1. Ninja Gaiden – 3:20
2. Vincere – 3:18
3. Kawasaki – 3:09
4. Tel Aviv – 2:47
5. Sosa (feat. Geolier) – 3:04
6. Camo – 3:40
7. Bentley (feat. Yung Snapp) – 2:51
8. Friends (feat. CoCo) – 3:07
9. Niente da perdere – 2:16
10. Altrove – 3:44
11. Come sto viaggiando (feat. MV Killa) – 3:07
12. Arizona – 3:16
13. Nuje – 2:28